# 西藏鹿蹄草
西藏鹿蹄草（学名：Pyrola calliantha var. tibetana）为鹿蹄草科鹿蹄草属下的一个变种。

## 扩展阅读
- 維基物種上的相關：西藏鹿蹄草